# Xã Adams, Quận Allen, Indiana
Xã Adams (tiếng Anh: Adams Township) là một xã thuộc quận Allen, tiểu bang Indiana, Hoa Kỳ. Năm 2010, dân số của xã này là 31.816 người.